# Front Unit de l'Esquerra

Bandera del Front Unit de l'Esquerra

El Front Unit de l'Esquerra (United Left Front) fou una organització multipartidista de Nepal formada el 1989 per oposar-se a l'autocràcia. El moviment popular es va dir Jana Andolan (Moviment Popular) i volia posar fi a la dictadura i convocar eleccions lliures.
Els membres constituents foren:
- Partit Comunista del Nepal (Marxista-Leninista)
- Partit dels Treballadors i Camperols del Nepal
- Partit Comunista del Nepal (IV Congrés)
- Partit Comunista del Nepal (Marxista)
- Partit Comunista del Nepal (Burma)
- Partit Comunista del Nepal (Manandhar)
- Partit Comunista del Nepal (Amatya)

Com a líder comú es va elegir a Sahana Pradhan del Partit Comunista del Nepal (Marxista).
El 1991 va quedar dissolt en assolir els objectiur però es va restablir el 3 d'octubre del 2002 per cinc partits, quant el rei va establir altre cop la dictadura, i encara segueix vigent tot i que ja els partits tenen actualment (2006) el poder. Els cinc partits constituents foren:
- Partit Comunista del Nepal (Marxista)
- Partit Comunista del Nepal (Marxista-Leninista)
- Partit Comunista del Nepal (Marxista-Leninista-Maoista)
- Nepal Samyabadi Party (Marksbadi-Leninbadi-Maobadi)
- Partit Comunista del Nepal (Unitat)

El líder comú es C.P. Mainali del Partit Comunista del Nepal (Marxista-Leninista).
El Partit Comunista del Nepal (Marxista) i el Partit Comunista del Nepal (Unitat) es van unir el 2005 en el Partit Comunista del Nepal (Unitat Marxista). I el Nepal Samyabadi Party (Marksbadi-Leninbadi-Maobadi) i el Partit Comunista del Nepal (Marxista-Leninista-Maoista) es van reunificar el 2005 amb el nom del segon. Per tant, des del 2005 els membres són:
- Partit Comunista del Nepal (Unitat Marxista).
- Partit Comunista del Nepal (Marxista-Leninista-Maoista)
- Partit Comunista del Nepal (Marxista-Leninista)

Aquesta coalició és membre de l'anomenada Aliança dels Set Partits.